# Gariché
Gariché is een plaats (lugar poblado) in de gemeente (distrito) Bugaba (provincie Chiriquí) in Panama. In 2010 was het inwoneraantal 850. De plaats is 8 kilometer van de grens van Costa Rica verwijderd.